# St. Anna (Herkheim)

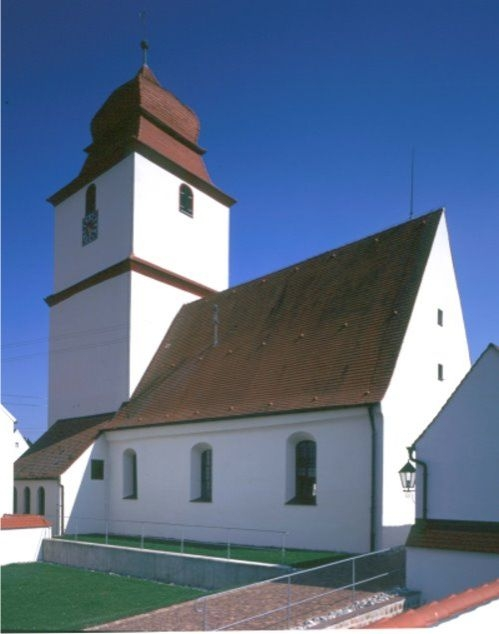
St. Anna in Herkheim

St. Anna ist eine römisch-katholische Kirche im Nördlinger Stadtteil Herkheim.

## Geschichte
Ein Schlussstein im Chorgewölbe des Turmes nennt das Erbauungsjahr der Kirche: 1420. Aus dieser Zeit stammt der rechteckige, mächtige Turm mit seinem kombinierten Zelt- und Zwiebeldach. Der Chorturm, dessen Untergeschoss mit seinem gotischen Kreuzrippengewölbe zu zwei Jochen den Chor bildet, hat seinen alten Charakter bewahrt.
Vom Kirchenschiff sind der Erbauungszeit (1420) nur noch die Grundmauern zuzurechnen. Möglicherweise war eine Brandkatastrophe, evtl. im Zusammenhang mit dem Dreißigjährigen Krieg, der Auslöser für einen Neuaufbau. Wahrscheinlich aus dieser Zeit stammen der spitzbogige Chorbogen und die Stichbogenabschlüsse an den Fenstern. Ende des 17. Jahrhunderts wurde das Langschiff grundlegend verändert, insbesondere die Flachtonne und die Fenster. Wegen Baufälligkeit wurde 1841 das heutige Tonnengewölbe eingezogen und eine neue Orgelempore. 1907 wurde die heutige Orgel errichtet.
Der neugotische Hochaltar wurde im Jahre 1950 entfernt und durch den jetzigen Altar ersetzt.
Von Februar bis April 2006 wurde eine gründliche Innenrenovierung der Annakirche vorgenommen.